# A Taste of Honey (Band)
A Taste of Honey war eine Grammy-prämierte amerikanische Disco-Band, die 1978 mit Boogie Ooogie Oogie einen der größten Erfolge der Disco-Zeit verzeichnete. Erst drei Jahre später gelang mit der Ballade Sukiyaki ein ähnlicher. 1983 brach die Band auseinander.

## Geschichte
Gegründet wurde die Gruppe bereits 1972 in Los Angeles. Um die Gründer Janice Marie Johnson und Perry Kibble formierten sich bis 1978 immer wieder andere Mitglieder, als unerwartet der große Erfolg eintrat. Der selbstgeschriebene Song Boogie Oogie Oogie vom Debütalbum A Taste of Honey passte genau in die Zeit der damaligen Disco-Welle und stand drei Wochen an der Spitze der amerikanischen Hitparade. Die Gruppe erhielt Platin für die Single sowie das dazugehörige Album und war die erste schwarze Band, die einen Grammy als „Best New Artist“ erhielt. Die Auszeichnung wurde in der Presse teils kontrovers besprochen, da die ebenfalls nominierten Rock-Acts The Cars und Elvis Costello als weitaus höher favorisiert eingestuft wurden.
Die Nachfolge-Single Disco Dancin’ floppte dagegen. Besser lief es 1979 mit Do It Good vom zweiten Album Another Taste – immerhin Platz 79 in den USA und Platz 13 in der R&B-Hitliste. Ferner ging A Taste of Honey auf Tour mit Künstlern wie The Commodores, The Isley Brothers und Betty Wright.
1980 blieben nur noch Johnson und Hazel Payne als Duo zurück. Die beiden schafften 1981 mit einer Coverversion von Kyu Sakamotos Sukiyaki wieder einen großen Hit in den USA. Diese neue Fassung hatte gegenüber dem Original jedoch einen völlig neuen Text. Das letzte Album von A Taste of Honey stammt aus dem Jahr 1982. Es enthielt auch den letzten in den Hot 100 platzierten Hit I’ll Try Something New, eine Coverversion eines Liedes von Smokey Robinson & the Miracles. Danach trennte sich A Taste of Honey. Bis zu diesem Zeitpunkt hatte die Formation insgesamt acht Hits in den R&B-Charts platziert.
1984 veröffentlichte Janice ihr erstes Soloalbum One Taste of Honey, aus dem die Single Love Me Tonite ausgekoppelt wurde. Der Song erreichte einen bescheidenen Platz 67 in den R&B-Charts. Ein weiteres Soloalbum erschien erst 2000 (Hiatus of the Heart), gefolgt von einer Single im Jahre 2002 (Until the Eagle Falls). Johnson, eine Stockbridge-Munsee-Mohican, wurde dafür noch im gleichen Jahr mit dem Native American Music Award als Best Producer ausgezeichnet und 2008 wurde sie in die NAMA Hall of Fame aufgenommen.
Perry Kibble (Keyboard) starb im Februar 1999 an den Folgen eines Herzfehlers.

## Diskografie

### Alben
| Jahr | Titel                  | Höchstplatzierung, Gesamtwochen, AuszeichnungChartplatzierungen (Jahr, Titel, Platzierungen, Wochen, Auszeichnungen, Anmerkungen) | Höchstplatzierung, Gesamtwochen, AuszeichnungChartplatzierungen (Jahr, Titel, Platzierungen, Wochen, Auszeichnungen, Anmerkungen) | Höchstplatzierung, Gesamtwochen, AuszeichnungChartplatzierungen (Jahr, Titel, Platzierungen, Wochen, Auszeichnungen, Anmerkungen) | Höchstplatzierung, Gesamtwochen, AuszeichnungChartplatzierungen (Jahr, Titel, Platzierungen, Wochen, Auszeichnungen, Anmerkungen) | Anmerkungen                             |
| Jahr | Titel                  | DE | UK | US | R&B | Anmerkungen                             |
| ---- | ---------------------- | --- | --- | --- | --- | --------------------------------------- |
| 1978 | A Taste of Honey       | — | — | US6 Platin · (27 Wo.)US | R&B2 (27 Wo.)R&B | Produzenten: Fonce Mizell, Larry Mizell |
| 1979 | Another Taste          | — | — | US59 (13 Wo.)US | R&B26 (13 Wo.)R&B | Produzenten: Larry Mizell, Fonce Mizell |
| 1981 | Twice as Sweet         | — | — | US36 (32 Wo.)US | R&B12 (32 Wo.)R&B | Produzent: George Duke                  |
| 1982 | Ladies of the Eighties | — | — | US73 (12 Wo.)US | R&B14 (15 Wo.)R&B | Produzent: Al McKay                     |

### Kompilationen
- 1984: Golden Honey
- 1990: Anthology (Past Masters II)
- 1995: Anthology
- 1997: Beauty & the Boogie
- 2002: Back to Back Hits
- 2002: Classic Masters
- 2004: Best of a Taste of Honey
- 2010: Divas of Disco – Live (inkl. Tracks von Ce Ce Peniston, Thelma Houston, Linda Clifford und France Joli)

### Singles
| Jahr | Titel Album                                   | Höchstplatzierung, Gesamtwochen, AuszeichnungChartplatzierungen (Jahr, Titel, Album, Platzierungen, Wochen, Auszeichnungen, Anmerkungen) | Höchstplatzierung, Gesamtwochen, AuszeichnungChartplatzierungen (Jahr, Titel, Album, Platzierungen, Wochen, Auszeichnungen, Anmerkungen) | Höchstplatzierung, Gesamtwochen, AuszeichnungChartplatzierungen (Jahr, Titel, Album, Platzierungen, Wochen, Auszeichnungen, Anmerkungen) | Höchstplatzierung, Gesamtwochen, AuszeichnungChartplatzierungen (Jahr, Titel, Album, Platzierungen, Wochen, Auszeichnungen, Anmerkungen) | Anmerkungen                                                                            |
| Jahr | Titel Album                                   | DE | UK | US | R&B | Anmerkungen                                                                            |
| ---- | --------------------------------------------- | --- | --- | --- | --- | -------------------------------------------------------------------------------------- |
| 1978 | Boogie Oogie Oogie A Taste of Honey           | DE40 (3 Wo.)DE | UK3 Silber · (20 Wo.)UK | US1 Platin · (23 Wo.)US | R&B1 (25 Wo.)R&B | Autoren: Janice M. Johnson, Perry Kibble                                               |
| 1979 | Do It Good Another Taste                      | — | — | US79 (4 Wo.)US | R&B13 (14 Wo.)R&B | Autoren: Janice M. Johnson, Perry Kibble                                               |
| 1979 | Disco Dancin’ A Taste of Honey                | — | — | — | R&B69 (4 Wo.)R&B | Autoren: Allan Barnes, John Malone                                                     |
| 1980 | Rescue Me Twice as Sweet                      | — | — | — | R&B16 (16 Wo.)R&B | Autoren: Byron Miller, Janice M. Johnson, Roland Bautista                              |
| 1980 | I’m Talkin’ ’Bout You Twice as Sweet          | — | — | — | R&B64 (7 Wo.)R&B | Autoren: George Duke, Janice M. Johnson                                                |
| 1981 | Sukiyaki Twice as Sweet                       | — | — | US3 Gold · (24 Wo.)US | R&B1 (24 Wo.)R&B | Autoren: Hachidai Nakamura, Rokusuke Ei Original: Kyū Sakamoto – Ue o muite aruk, 1961 |
| 1982 | I’ll Try Something New Ladies of the Eighties | — | — | US41 (10 Wo.)US | R&B9 (14 Wo.)R&B | Autor: William Robinson Original: Diana Ross and the Supremes & The Temptations, 1969  |
| 1982 | We’ve Got the Groove Ladies of the Eighties   | — | — | — | R&B75 (4 Wo.)R&B | Autoren: Al McKay, Janice M. Johnson                                                   |

Weitere Singles
- 1978: Distant
- 1978: You’re in Good Hands
- 1979: Race
- 1979: Take the Boogae or Leave It
- 1979: She’s a Dancer
- 1982: Sayonara